# Supervulkan

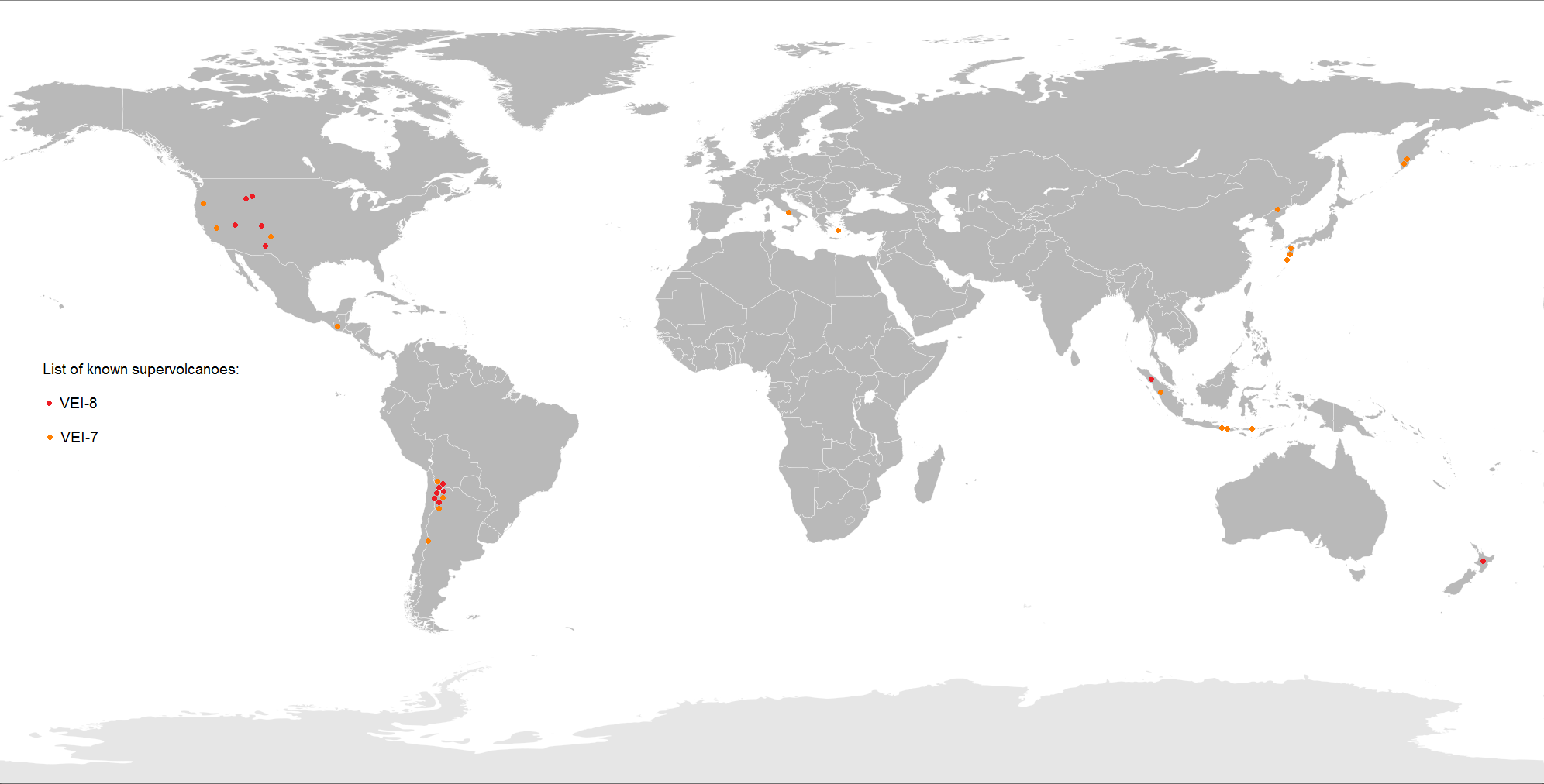
Bekannte Supervulkane: #ED1C24 VEI 8,
1. FF7E00 VEI 7

Supervulkane sind die größten bekannten Vulkane, die im Gegensatz zu „normalen“ Vulkanen auf Grund der Größe ihrer Magmakammer bei Ausbrüchen keine Vulkankegel aufbauen, sondern riesige Calderen (Einbruchskessel) im Boden hinterlassen. Als Supereruption werden Ausbrüche mit dem Vulkanexplosivitätsindex-Wert 8 (VEI-8) bezeichnet, wobei gelegentlich auch Ausbrüche der Stärke VEI-7 dazu gerechnet werden. Eine wissenschaftlich exakte Definition gibt es allerdings nicht. Den Begriff Supervulkan hat die Fachliteratur erst kurz nach der Jahrtausendwende aus Medienberichten übernommen.
Der letzte Ausbruch eines Vulkans mit VEI-8 geschah im Gebiet des Lake Taupō (Neuseeland) vor etwa 26.500 Jahren. Der letzte Vulkanausbruch mit VEI-7 war der Ausbruch des Tambora 1815 („Jahr ohne Sommer“). Die Zeit zwischen vollständiger Auffüllung der Magmakammer und dem darauf folgenden Ausbruch eines solchen Supervulkans wird auf einige hundert bis wenige tausend Jahre geschätzt.

## Definition

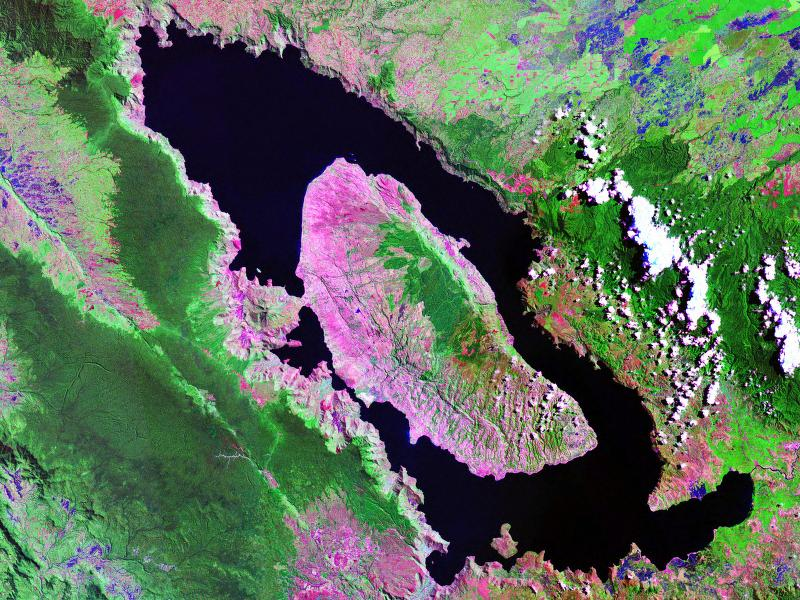
Falschfarben-Satellitenaufnahme des Tobasees, einer 100 km langen und 30 km breiten Caldera eines Supervulkans

Supervulkane besitzen eine besonders große Magmakammer unter dem Vulkangebiet. Sie stoßen bei Ausbrüchen typischerweise eine Auswurfmenge (Lava, Pyroklastika, Staub etc.) von mindestens 1.000 km³ aus. So liegt unter dem Yellowstone-Vulkan eine Magmakammer mit einem Volumen von rund 10.000 km³ über einem auf 46.000 km³ geschätzten Magmareservoir. Während sich das teilgeschmolzene Magma über tausende von Jahren mit Gas anreichert, hebt sich das Gebiet über der Magmakammer. Wird das Magma durch die Gasanreicherung kritisch, bricht es an mehreren weitverteilten Stellen durch das Deckgestein. Typischerweise geschieht das durch die beim Heben des Gebietes über der Magmakammer entstehenden Risse im Boden ringförmig. Der auf diese Weise gebildete Deckel aus Gestein sinkt in die sich leerende Magmakammer und bildet so die charakteristische Caldera (Kessel). Die Wucht eines solchen Ausbruches wird mit dem Vulkanexplosivitätsindex-Wert 8 (VEI-8) und höher beschrieben. Dabei werden Hunderte oder Tausende Kubikkilometer Lava aus der Magmakammer mit Überschallgeschwindigkeit bis zu 50 km hoch in die Stratosphäre geschleudert und „regnen“ im Umkreis von mehreren 100 km nieder. Vulkanischer Staub wird um den ganzen Globus getragen.

## Kritik
Der Begriff des „Supervulkanes“ wird aber auch vom Yellowstone Volcano Observatory selber kritisiert, weil er möglicherweise impliziert, dass jeder Ausbruch eines Supervulkanes immer extrem stark ist. Dem ist aber nicht so. Auch bei Supervulkanen überwiegen statistisch die eher kleineren Ausbrüche. Darum wird stattdessen der Ausdruck „Caldera System“ vorgeschlagen. Zum Beispiel war die Monte-Nuovo-Eruption vom 29. September bis zum 6. Oktober 1538 in den Phlegräischen Feldern, die als Supervulkan eingestuft werden, ein eher kleines Ereignis. Bei diesem Ausbruch entstand der Monte Nuovo, ein 133 m hoher Vulkankegel.

## Wirkung

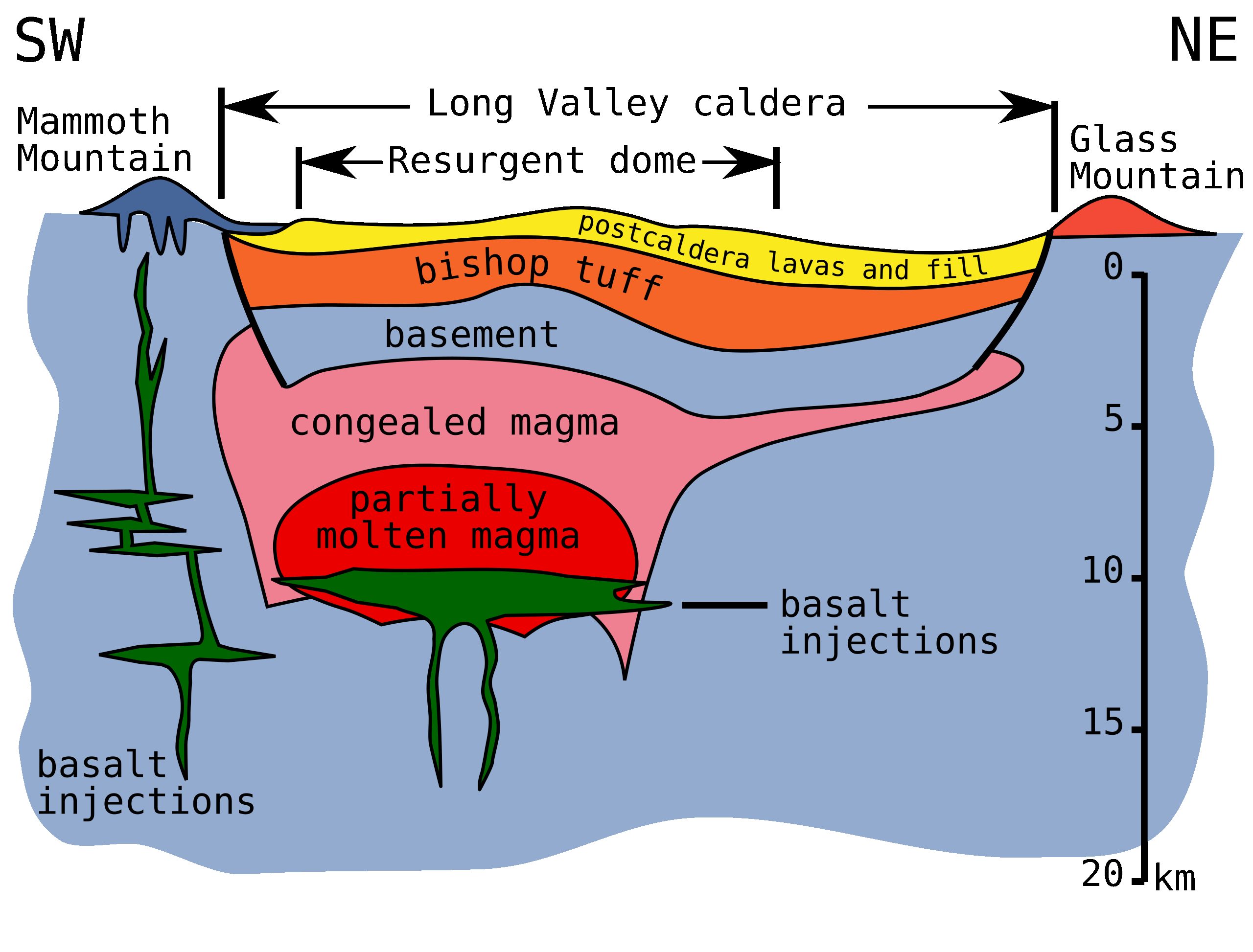
Querschnitt durch einen Supervulkan (Long Valley Caldera)

Extrem heiße pyroklastische Ströme bedecken ein großes Areal um die Ausbruchstelle; sie können bis zu 200 km weit reichen und eine bis zu 200 m dicke Schicht bilden. Bei einem Ausbruch in Küstennähe sind Tsunamis möglich. Noch Jahre nach dem Ausbruch besteht das Risiko von Schlammlawinen (Lahar), die u. a. Flussläufe blockieren und Fluten auslösen können. Ein Gebiet von der Größe eines Kontinents kann mit Asche bedeckt werden.
Die Zahl der Opfer ist abhängig vom Standort des Supervulkans. In einem Umkreis in der Größenordnung von 100 km wird jedes Leben durch den Ausbruch vernichtet. Im Umkreis von mehreren hundert Kilometern kann die Last von Ascheschichten, besonders wenn Feuchtigkeit hinzu kommt, Dächer zum Einsturz bringen. Wasser- und Abwasseranlagen, Flugverkehr und Stromversorgung wären gefährdet. Auch in größerer Entfernung ist die Sterblichkeit hoch. Sehr feiner Vulkanstaub mit einem Durchmesser von weniger als 4 µm kann durch Einatmen in die Lunge gelangen und kurzfristig Asthma- und Bronchitisanfälle, langfristig Silikose, Lungenkrebs und COPD verursachen. Die Ascheschicht behindert die Photosynthese von Pflanzen, sie kann – je nach Dicke und Verweilzeit der Tephraschicht – ihren Wuchs beeinträchtigen, bis hin zum Absterben. Vor allem Bäume und Sträucher können durch die Last der Tephra brechen. Bildet sich durch Regen oder Tau eine zementartige Schicht, so wird die Verweilzeit der Tephra verlängert und die Wiederbesiedlung der Flächen verzögert.
Neben den primären Schäden einer Supervulkanexplosion kommt es zu einer globalen Klimakatastrophe, auch als Vulkanischer Winter bezeichnet, bei welchem die Temperaturen weltweit um mehrere Grad sinken. Durch massenhaftes Absterben von Pflanzen und Tieren droht eine jahrelange Nahrungsknappheit.
Man vermutet, dass Supervulkane bei den bekannten Ausbrüchen für Artensterben verantwortlich waren. Nach der umstrittenen Toba-Katastrophentheorie wurde die Menschheit auf einige tausend Menschen reduziert, als vor 75.000 Jahren der Toba-Vulkan auf Sumatra (Indonesien) ausbrach. Relikt des Ausbruchs ist der aus der Caldera gebildete Tobasee.

## Aktivitäten
Aktuell werden Supervulkane weltweit wissenschaftlich erfasst, ihre Gesamtzahl steht allerdings noch nicht abschließend fest. Bekanntester Vertreter dieses Typus ist der Yellowstone im Yellowstone-Nationalpark. Weitere Beispiele sind die Phlegräischen Felder in Italien, der Taupō in Neuseeland und die La-Garita-Caldera im südwestlichen Colorado, USA.
Als bisher stärkster Vulkanausbruch im Quartär gilt der des Toba auf der indonesischen Insel Sumatra vor rund 74.000 Jahren, für den eine Magnitude von 8,8 errechnet wurde und der in der Folge über einen Zeitraum von etwa zehn Jahren massive weltweite Temperaturabsenkungen bewirkte. Nach der umstrittenen Toba-Katastrophentheorie des Anthropologen Stanley Ambrose soll es durch die Folgen dieses Ausbruchs zu einem „genetischen Flaschenhals“ bei den damals lebenden Hominiden gekommen sein, was die geringe genetische Vielfalt der heute lebenden Menschen erklären könnte.
Verheerende Vulkansysteme sind auch die Trapps (aus dem Skandinavischen für „Treppe“), die über längere Zeit aktiv waren und dabei geologische Hochebenen ausbildeten, die sich in Stufenform deutlich voneinander abheben. Am bekanntesten ist der „Dekkan-Trapp“, der auch mit dem Aussterben der Dinosaurier am Ende der Kreidezeit in Verbindung gebracht wird. Als größter seiner Art gilt der „Sibirische Trapp“, der mit dem Massenaussterben am Ende des Perm in Zusammenhang gebracht wird und über rund eine Million Jahre aktiv war. Die Paraná-Etendeka-Provinz (Unterkreide) erstreckte sich einst über die damals zusammenhängenden Kontinente von Westafrika und Südamerika.
Hochaktiv ist auch der Altiplano-Puna-Vulkankomplex im Dreiländereck zwischen Chile, Bolivien und Argentinien mit dem aktiven Uturuncu, wobei vier weitere Calderen (z. B. Vilama-Caldera) belegt sind.
Kaum erforscht ist das Lazufre-Vulkanfeld (Ojos del Salado, Cerro del Azufre, Lastarria und San Román), das nach der Region zwischen Lastarria und Cordón del Azufre an der Grenze zwischen Chile und Argentinien benannt ist. Die Lazufre-Region hebt sich auf einer Fläche von 1.750 km², im Zentrum um 3 Zentimeter pro Jahr. Die Region ist seismisch wesentlich aktiver als zum Beispiel die Yellowstone-Region. Die  Lazufre-Region ist jedoch wissenschaftlich nur unzureichend erforscht und aufgrund der Höhe nur für Bergsteiger zugänglich.

## Häufigkeit
Einer von Forschern der University of Bristol Anfang November 2017 in den Earth and Planetary Science Letters veröffentlichten Studie zufolge brechen Supervulkane mit einer Explosion bzw. Eruption mindestens der Stärke Mag 8 alle 5.200 bis 48.000 Jahre aus, also ca. 10-mal häufiger als in der früher angenommenen Spanne von 45.000 bis 714.000 Jahren. Grundlage ist eine geologische Datenbank über die vergangenen 100.000 Jahre; ein letzter derartiger Ausbruch liegt demzufolge ca. 20.000 Jahre zurück.

## Auswahl von supermassiven explosiven Ausbrüchen
Die Daten stammen z. T. aus der Datenbank der Volcano Global Risk Identification & Analyse Project (VOGRIPA) unter Angabe der Quellen, wobei die Wissenschaftler oft unterschiedlicher Auffassung sind.
| Vulkan                                                        | Ort                                             | Staat                      | Zeit des Ausbruchs                                                                   | Tephra Ablagerung          | Mag                        | Quellen                    |
| Vulkanexplosivitätsindex 8                                    | Vulkanexplosivitätsindex 8                      | Vulkanexplosivitätsindex 8 | Vulkanexplosivitätsindex 8                                                           | Vulkanexplosivitätsindex 8 | Vulkanexplosivitätsindex 8 | Vulkanexplosivitätsindex 8 |
| ------------------------------------------------------------- | ----------------------------------------------- | -------------------------- | ------------------------------------------------------------------------------------ | -------------------------- | -------------------------- | -------------------------- |
| San-Juan-Vulkanfeld (La-Garita-Caldera)                       | Colorado                                        | USA                        | vor etwa 27,8 Mio. Jahren                                                            | 5.000 km³                  | 9,2                        | Lemma                      |
| Toba (Tobasee) (Young Toba Tuff)                              | Sumatra                                         | Indonesien                 | vor etwa 74.000 Jahren                                                               | 2.800 km³                  | 8,8                        | [ 15 ]                     |
| Toba (Tobasee) (Old Toba Tuff)                                | Sumatra                                         | Indonesien                 | vor etwa 788.000 Jahren                                                              | 820 km³                    | 8,4                        | [ 15 ]                     |
| Yellowstone Caldera (Lava Creek Eruption)                     | Wyoming                                         | USA                        | vor etwa 640.000 Jahren                                                              | 1.000 km³                  | 8,4                        | [ 15 ]                     |
| Yellowstone Caldera (Huckleberry Ridge Eruption)              | Wyoming                                         | USA                        | vor etwa 2,1 Mio. Jahren, Serie mehrerer Ausbrüche mit 1340 km³, 820 km³ und 290 km³ | 2.500 km³                  | 8,8                        | [ 15 ]                     |
| Altiplano–Puna Vulkan Komplex (APVC) (Vilama-Caldera)         | El Tatio, Puna-Region, Anden                    | Chile                      | vor etwa 8,4 Mio. Jahren                                                             | 2.000 km³                  |                            | Lemma                      |
| Altiplano–Puna Vulkan Komplex (APVC) (Guacha-Caldera)         | Sol de Mañana, Puna-Region, Anden               | Bolivien                   | vor etwa 5,6–5,8 Mio. Jahren                                                         | 1.300 km³                  |                            | ?                          |
| Altiplano–Puna Vulkan Komplex (APVC) (La Pacana Caldera)      | Región de Antofagasta, Santa Cruz Region, Anden | Chile                      | vor etwa 3,5–3,6 Mio. Jahren                                                         | 2.500 km³                  |                            | ?                          |
| Long Valley Caldera (Bishop Tuff)                             | Kalifornien                                     | USA                        | vor etwa 760.000 Jahren                                                              | 1.380 km³                  | 8,3                        | [ 15 ]                     |
| Taupō (Oruanui-Ausbruch)                                      | Nordinsel                                       | Neuseeland                 | vor etwa 26.500 Jahren                                                               | 1.170 km³                  | 8,1                        | [ 15 ]                     |
| Taupō (Whakamaru-Eruption)                                    | Nordinsel                                       | Neuseeland                 | vor etwa 254.000 Jahren                                                              | 1.170–2.000 km³            |                            | ?                          |
| Corbetti (Awasa Caldera)                                      | Awasasee                                        | Äthiopien                  | vor etwa 1 Mio. Jahren                                                               | 1.000 km³                  | 8,0                        | [ 15 ]                     |
| Vulkanexplosivitätsindex 7                                    |                                                 |                            |                                                                                      |                            |                            |                            |
| Altiplano–Puna Vulkan Komplex (APVC) (Pastos Grandes Caldera) | Departamento Potosí, Anden                      | Bolivien                   | vor etwa 2,89 Mio. Jahren                                                            | 820 km³                    |                            | ?                          |
| Yellowstone Caldera (Mesa Fall Eruption)                      | Wyoming                                         | USA                        | vor etwa 1,2 Mio. oder 1,6 Mio. Jahren                                               | 280–300 km³                | 7,8                        | [ 15 ]                     |
| Valles-Caldera (Lower Bandelier)                              | New Mexico                                      | USA                        | vor etwa 1,6 Mio. Jahren                                                             | 690 km³                    | 7,8                        | [ 15 ]                     |
| Aso (Jigoku-Eruption)                                         | Kyūshū                                          | Japan                      |                                                                                      | 600 km³                    | 7,7                        | [ 15 ]                     |
| Aso                                                           | Kyūshū                                          | Japan                      |                                                                                      | 150 km³                    | 7,2                        | [ 15 ]                     |
| Aso                                                           | Kyūshū                                          | Japan                      |                                                                                      | 100 km³                    | 7,0                        | [ 15 ]                     |
| Aso (Hirose-3 Eruption)                                       | Kyūshū                                          | Japan                      |                                                                                      | 100 km³                    | 7,0                        | [ 15 ]                     |
| Atitlán (Los Chocoyos Asche)                                  | Zentralamerika                                  | Guatemala                  |                                                                                      | 420 km³                    | 7,8                        | [ 15 ]                     |
| Kapenga (Waiotapu)                                            | Fidschi-Insel                                   | Fidschi                    |                                                                                      | 460 km³                    | 7,7                        | [ 15 ]                     |
| Taupō (Reporoa-Eruption)                                      | Nordinsel                                       | Neuseeland                 | vor etwa 230.000 Jahren                                                              | 340 km³                    |                            | ?                          |
| Taupō (Maroa-Eruption)                                        | Nordinsel                                       | Neuseeland                 | vor etwa 230.000 Jahren                                                              | 140 km³                    |                            | ?                          |
| Taupō (Rotorua-Eruption)                                      | Nordinsel                                       | Neuseeland                 | vor etwa 220.000 Jahren                                                              | 100 km³                    |                            | ?                          |
| Kos-Nisyros (Kos-Nisyros Eruption)                            | Kos und Nisyros                                 | Griechenland               | vor etwa 161.000 Jahren Trennte Kos und Nisyros, Kos-Plateau-Tuff                    | 110 km³                    | 7,1                        | [ 15 ]                     |
| Changbaishan (Tianchi eruption)                               | Changbai-Gebirge                                | China                      |                                                                                      | 76–116 km³                 | 7,4                        | Lemma                      |
| Changbaishan (Oga eruption)                                   | Changbai-Gebirge                                | China                      | vor etwa 448.000 Jahren                                                              | 70–100 km³                 | 7,0                        | [ 15 ]                     |
| Maipo (Diamante Eruption)                                     | San Carlos (Mendoza)                            | Chile/Argentinien          | vor etwa 450.000 Jahren                                                              | 450 km³                    | 7,7                        | [ 15 ]                     |
| Bruneau-Jarbidge                                              | Idaho                                           | USA                        | vor etwa 10–12 Mio. Jahren                                                           | 250 km³                    |                            | ?                          |
| Sabatini Vulkankomplex                                        | Latium                                          | Italien                    | vor etwa 374.000 Jahren                                                              | 200 km³                    | 7,3                        | [ 15 ]                     |
| Tambora                                                       | Sumbawa                                         | Indonesien                 | 1815 „Jahr ohne Sommer“                                                              | 110–160 km³                | 7,0                        | Lemma                      |
| Samalas (Ausbruch des Samalas 1257)                           | Lombok                                          | Indonesien                 | 1257, „Jahr ohne Sommer“                                                             | 100 km³                    | 7                          | Lemma                      |
| Kikai (Akahoya Eruption)                                      | Ōsumi-Inseln                                    | Japan                      | um 4350 v. Chr.                                                                      | 200 km³                    | 7,2                        | [ 15 ]                     |
| Corbetti (Corbetti Caldera)                                   | Awasasee                                        | Äthiopien                  | vor 500.000 ± 60.000 Jahren                                                          | 103 km³                    |                            | [ 15 ]                     |
| Mount Mazama                                                  | Crater Lake, Oregon                             | USA                        | um 5677 ± 150 v. Chr. (oder 5724 ± 20 v. Chr.)                                       | 150 km³                    |                            | Lemma                      |
| Kurilensee (Ilinsky Eruption)                                 | Kamtschatka                                     | Russland                   | um 6440 ± 25 v. Chr.                                                                 | 155 km³                    | 7,2                        | [ 15 ]                     |
| Aira                                                          | Kyūshū                                          | Japan                      | vor etwa 28.000 Jahren                                                               | 456 km³                    | 7,7                        | [ 15 ]                     |
| Aira                                                          | Kyūshū                                          | Japan                      | vor etwa 456.000 Jahren                                                              | 100 km³                    | 7,0                        | [ 15 ]                     |
| Santorin (Minoische Eruption)                                 | Kykladen                                        | Griechenland               | 1613 ± 13 v. Chr.                                                                    | 100 km³                    |                            | Lemma                      |
| Taupō (Hatepe-Eruption)                                       | Nordinsel                                       | Neuseeland                 |                                                                                      | 85–100 km³                 |                            | Lemma                      |
| Phlegräische Felder (Kampanischer-Ignimbrit-Eruption)         | Kampanien                                       | Italien                    | vor etwa 39.000 Jahren                                                               | 430 bis 680 km³            | 7,1                        | [ 15 ]                     |

## Auswahl von supermassiven effusiven Ereignissen
| Ereignis                                        | Ort                                    | Staat                        | Alter (Mio. Jahre) | Bedeckte Fläche (Mio. km²) | Lava-Volumen (Mio. km³) |
| ----------------------------------------------- | -------------------------------------- | ---------------------------- | ------------------ | -------------------------- | ----------------------- |
| Sibirien-Trapp                                  | Putorana-Gebirge bei Norilsk, Sibirien | Russland                     | 251–250            | 1,5–3,9                    | 0,9–2,0                 |
| Dekkan-Trapp (Mahabaleshwar–Rajahmundry Trapp)  | Dekkan-Plateau                         | Indien                       |                    | 0,5–0,8                    | 0,5–1,0                 |
| Paraná-Etendeka-Provinz (Serra-Geral-Formation) | Paraná-Becken und Etendeka-Plateau     | Brasilien und Namibia/Angola | 134–128            | 1,5                        | 1                       |
| Emeishan-Trapp                                  | Emei Shan, Sichuan                     | China                        | 263–259            | 0,25                       | 0,3                     |

## Film
- Supervulkan, USA 2005